# Cixius africana
Cixius africana är en insektsart som beskrevs av Synave 1953. Cixius africana ingår i släktet Cixius och familjen kilstritar. Inga underarter finns listade i Catalogue of Life.